# Opéra de Montréal
L'Opéra de Montréal è una compagnia d'opera di Montreal, in Canada. Si esibisce presso il complesso teatrale di Place des Arts nel centro di Montreal, nel quartiere di Ville-Marie. È stata fondata nel 1980 come compagnia specializzata in produzioni in lingua francese.

## Storia precedente
Prima che l'Opéra de Montréal fosse fondata nel 1980, c'erano stati diversi tentativi precedenti di fondare una compagnia d'opera in città. L'Opéra français de Montréal operò dal 1893 al 1896 e tenne quasi 600 spettacoli, principalmente di operetta. La Montreal Opera Company è stata fondata nel 1910 da Albert Clerk-Jeannotte con il finanziamento di Frank S. Meighen e ha funzionato per tre anni. La Société Canadienne d'Opérette è stata fondata da Honoré Vaillancourt nel 1921 e ha tenuto circa 300 spettacoli nei dieci anni successivi. Un'altra compagnia d'opera leggera, la Variétés Lyriques, fu fondata nel 1936 e da allora al 1955 tenne più di 1000 rappresentazioni; 13 delle 83 opere presentate erano opere serie. Dal 1942 al 1950 l'Opera Guild of Montreal tenne due rappresentazioni di ciascuna delle due produzioni all'anno e poi fino al 1959 organizzò una sola produzione annuale; la direttrice artistica era Pauline Donalda. Un'altra compagnia d'opera professionale, l'Opéra du Québec (cioè della provincia), operò a Montreal dal 1971 al 1975. Un'altra Opéra de Québec (cioè della città) fu fondata a Québec City nel 1983.

## Fondazione della compagnia
La compagnia fu fondata nel 1980 dal Ministère des Affaires culturelles du Québec, cinque anni dopo la chiusura dell'Opéra du Québec. Jean-Paul Jeannotte fu il direttore fino al 1989, quando subentrò Bernard Uzan. Nel 1984 fu fondato l'Atelier lyrique per promuovere lo sviluppo di una sensibilizzazione nazionale, guidato da Yvonne Goudreau. Nel 1988 furono introdotti i sopratitoli bilingui. Nel 1989 le finanze dell'Opera si stabilizzarono. Jacqueline Desmarais fondò la Montréal Opera Guild per sostenere l'Opéra attraverso raccolte fondi ed eventi speciali come il Gala e il Signature Event. L'Opéra ricevette anche il Premio Félix per lo spettacolo più popolare della stagione, Nelligan, un'opera romantica di André Gagnon basata su un libro di Michel Tremblay. Nel 1990 Chantal Lambert fu nominata direttrice dell'Atelier lyrique. Nel 1997-1998 furono assegnati due Opus Awards per la produzione di Jenůfa di Janáček. Nel 2004 sono stati nuovamente assegnati alla compagnia due Opus Awards per Il castello di Barbablù di Bartók. Nel 2007 la compagnia collaborò con Opera Australia presentando Lakmé di Delibes e fu classificata come una delle 15 più grandi compagnie d'opera del Nord America. Nel 2008 una presentazione all'aperto di Madama Butterfly di Puccini attirò 33.000 ascoltatori. Nel 2010 ricevette un Opus Award per un doppio progetto di Pagliacci di Leoncavallo e Gianni Schicchi di Puccini per la regia di Alain Gauthier e ancora nel 2013 per Dead Man Walking di Jake Heggie.
Gli spettacoli si tengono presso il complesso teatrale Place des Arts nel centro di Montreal, nel quartiere di Ville-Marie.

## Direttori artistici
- Jean-Paul Jeannotte (1980–1989)
- Bernard Uzan (1989–2001)
- Bernard Labadie (2002–2006)
- Michel Beaulac (2006–present)

## Direttori generali
- Jacques Langevin (1983–1986)
- Bernard S. Creighton (1986–1988)
- Bernard Uzan (1988–2000)
- Kimberly J. Gaynor (2001–2002)
- David Moss (2003–2006)
- Pierre Dufour (2006–2016)
- Patrick Corrigan (2016–present)